# Смирнов, Юрий Константинович
Юрий Константинович Смирнов (укр. Юрій Костянтинович Смірнов; род. 2 июня 1939, Кологрив, Костромская область, Россия) — государственный советник таможенной службы 2-го ранга; Донбасская региональная таможня, начальник (1997—1999).

## Биография
Родился 2 июня 1939 года (г. Кологрив, Костромская область, Россия); русский; отец Константин Константинович (1915—1941) — погиб в войну; мать Татьяна Николаевна (1915—1998); жена Маргарита Ивановна (1938) — пенс.; дочь Елена (1964) — врач; сын Константин (1971) — инженер.
Образование: Украинский заочный полиэтнический институт (1963—1969), инженер-механик; Академия общественных наук при ЦК КПСС.
Народный депутат Украины 12(1) созыва с марта 1990 (1-й тур) до июня 1992 года, Краснолиманский избирательный округ № 130, Донецкая область, член Комиссии по вопросам деятельности советов народных депутатов, развития местного самоуправления.
В 1962—1972 годах — ученик, прессовщик, инженер-технолог, начальник цеха Артемовского завода «Победа труда».
В 1972—1978 годах — инструктор, заведующий промышленно-транспортного отдела, второй секретарь Артемовского ГК КПУ.
В 1978—1980 годах — директор Артемовского алебастрового комбината.
В 1980—1983 годах — первый секретарь Артемовского ГК КПУ.
В 1983—1987 годах — заведующий отделом легкой промышленности и товаров народного потребления Донецкого ОК КПУ.
В 1987—1988 годах — заместитель председателя исполкома Донецкого облсовета народных депутатов.
С 22 июня 1988 по 31 августа 1989 года — второй секретарь Донецкого ОК КПУ.
С 25 августа 1989 по апрель 1990 года — председатель исполкома Донецкого облсовета народных депутатов.
С 3 апреля 1990 по апрель 1992 года — председатель Донецкого облсовета народных депутатов.
С 20 декабря 1990 по март 1992 года — председатель исполкома Донецкого облсовета народных депутатов.
С 20 марта 1992 по 14 марта 1995 года — Представитель Президента Украины в Донецкой области.
С сентября 1994 по 1997 год — начальник Юго-Восточного территориального таможенного управления Академии АЭНУ.
Член КПСС (1963—1991).
Государственный служащий 1-го ранга (апрель 1994).

## Награды
Орден «За заслуги» III степени (июль 2012), Заслуженный экономист Украины (февраль 1999). Ордена Дружбы народов (1986), «Знак Почёта» (1976). Медали «За доблестный труд в ознаменование 100-летия со дня рождения В. И. Ленина» (1970), «Ветеран труда» (1985).